# Willem Barendsz (Schiff, 1954)
Das zweite niederländische Walfang-Fabrikschiff mit dem Namen Willem Barendsz wurde 1955 von der Werft Wilton-Fijenoord in Schiedam für die Nederlandsche Maatschappij voor de Walvischvaart (NMW) als weltweit größtes Fabrikschiff fertiggestellt. Die 1946 gegründete Gesellschaft hatte zuvor einen umgebauten Tanker als erstes niederländisches Walfang-Fabrikschiff eingesetzt, das ebenfalls Willem Barendsz benannt worden war.
Im Jahre 1965 wurde das Schiff nach Südafrika verkauft und dort als Fischerei-Fabrikschiff eingesetzt. 1973 wurde die Willem Barendsz nach Südkorea weiterverkauft und dort mehrfach umbenannt. 2001 erfolgte der Abbruch des Schiffes in der Volksrepublik China.

## Baugeschichte
1946 wurde eine niederländische Gesellschaft zur „Walvisch Vaart“ (NMW) gegründet, die offiziell auf Betreiben niederländischer Schiffbauer entstand. Diese Werften hatten sicher Interesse an neuen Aufträgen, aber ihre letzten Umbauten an Walfangschiffen Anfang der 1930er Jahre geliefert und noch nie Walfänger gebaut. Die niederländische Regierung war an der Fettversorgung der Bevölkerung durch eine niederländische Firma interessiert und gründete in der Zwangsbewirtschaftung der Nachkriegszeit eine halbstaatliche Organisation, deren Hauptproduzent, der britisch-niederländisch-deutsche Unilever-Konzern wurde, der durch eine niederländische Walfangflotte Beteiligungsverluste in Großbritannien und Norwegen sowie den Ausfall der deutschen Walfangflotte ausgleichen wollte.

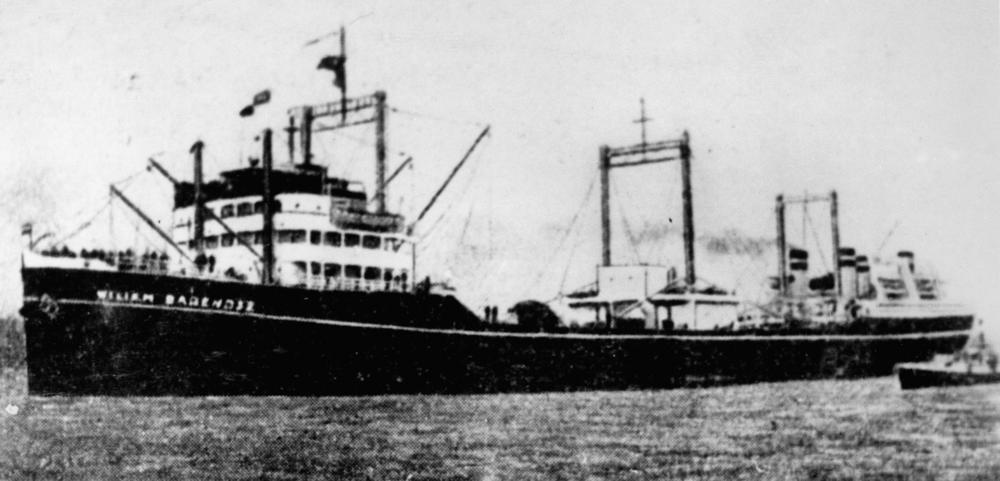
Die erste Willem Barendsz

Der Gesellschaft gelang es einen schwedischen Tanker zu kaufen, der zu einem Walfang-Fabrikschiff umgebaut wurde. Der Behinderung durch die norwegischen Regelungen gegen den Verkauf von Gerät zum Walfang und das Verbot für Norweger, eine derartige Beschäftigung aufzunehmen, wurde erfolgreich unterlaufen. Die erste Willem Barendsz wurde ein gut ausgestattetes Fabrikschiff und lief im Herbst 1946 zur ersten Fangfahrt mit 200 Niederländern, wenigen Schweden, Briten und Südafrikanern sowie 50 Norwegern und 68 Mann von den Färöern aus. Als Fangflotte hatte man acht Fangboote des im Krieg gesunkenen Fabrikschiffs Vestfold, die in Panama registriert waren, erworben. Ihre Besatzungen, einschließlich der Harpuniere, stammte fast vollständig aus Norwegen.
Ab dem Jahr 1951 trat ein neuer Vertrag zwischen der NMW und dem niederländischen Staat in Kraft, der der Gesellschaft Subventionen sicherte, obwohl der Preis von Ölen und Fetten wegen des Korea-Krieges (1950–1951) hoch war.
Als Folge des Vertrages sollte ein neues, größeres und modern ausgestattetes Walfang-Fabrikschiff gebaut werden, das für die Verarbeitung von Nebenprodukten besser ausgestattet war.
Die Kiellegung der neuen Willem Barendsz der NMW fand am 2. November 1953 bei der Werft Wilton-Fijenoord in Schiedam statt. Der Stapellauf und die Taufe des neuen Walfang-Fabrikschiffs am 20. November 1954 waren ein nationales Ereignis.
Benannt wurde das neue Schiff wieder nach dem Seefahrer und Entdecker Willem Barentsz (1550–1597), der Nowaja Semlja, die Bäreninsel und Spitzbergen entdeckte und durch seine Beschreibungen den europäischen Walfang im Nordpolarmeer zwischen 1615 und 1820 wesentlich anregte.

## Einsatzgeschichte
In der Saison 1955/56 kam das neue Schiff erstmals zum Einsatz. Das Management wurde durch die Firma Vinke & Co. in Amsterdam als Schiffsmakler und Schiffsagenten durchgeführt. Diese Gesellschaft hatte gute Beziehungen nach Skandinavien und verfügte über Erfahrungen im Holztransport und der Trampschifffahrt. Die Besatzung bestand vorrangig aus Niederländern, von denen viele Saisonarbeiterberufe hatten und von der gut bezahlten Arbeit im Winter angezogen wurden. Über das vereinbarte Gehalt konnte durch eine Menge Überstunden und Prämien ein erheblich höherer Verdienst erzielt werden. Während der Jagdsaison am Südpol, die zwischen 60 und 120 Tagen dauerte, wurde in zwei Schichten von zwölf Stunden gearbeitet. Die Arbeit an Bord war hart und schmutzig. Auf dem Flensdeck wurden in der Kälte oft stundenlang Wale zerlegt.
Auch für die Arbeit mit den Fangbooten konnte erfahrenes seemännisches Personal von der Nordseeküste gewonnen werden. Nur die Harpuniere waren meist Norweger und stammten aus Städten am Oslofjord wie Tønsberg, Sandefjord oder Larvik, die als Herz des norwegischen Walfangs galten. Um diese Harpuniere zu gewinnen, musste NWM manchmal erhebliche Geldbeträge zahlen, da die norwegische Regierung weiterhin die Beschäftigung bei ausländischen Firmen verbot.
Insgesamt führte die Willem Barendsz neun Expeditionen durch.
| N° | Ausreise          | Rückkehr       | getötete Wale | NL-Anteil | der Walölproduktion, hinter..                                                    |
| -- | ----------------- | -------------- | ------------- | --------- | -------------------------------------------------------------------------------- |
| 1. | 18. Oktober 1955  | 14. April 1956 | 1.665         | 4,5 %     | Norwegen 36,9 %, UK 20,6 %, Japan 17,7 %, UdSSR 6,7, Panama 6,6, Südafrika 4,7 % |
| 2. | 14. November 1956 | 2. Mai 1957    | 1.434         | 4,1 %     | Norwegen 44,7 %, Japan 21,9 %, UK 17,0 %, Panama 7 %, Sowjetunion 6,1 %          |
| 3. | 2. November 1957  | 19. April 1958 | 1.867         | 5,0 %     | Norwegen 36,8 %, Japan 27,1 %, UK 17,3 %, Sowjetunion 9,7 %                      |
| 4. | 24. Oktober 1958  | 22. April 1959 | 2.219         | 5,9 %     | Norwegen 38,4 %, Japan 30,0 %, UK 13,6 %, Sowjetunion 10,3 %                     |
| 5. | 7. November 1959  | 11. Mai 1960   | 2.081         | 6,7 %     | Norwegen 31,7 %, Japan 28,7 %, Sowjetunion 17,6 %, UK 13,4 %                     |
| 6. | 19. Oktober 1960  | 8. Mai 1961    | 2.211         | 6,3 %     | Norwegen 33,3 %, Japan 29,9 %, Sowjetunion 16,8 %, UK 13,7 %                     |
| 7. | 24. Oktober 1961  | 14. Mai 1962   | 1.628         | 4,4 %     | Japan 35,9 %, Norwegen 27,7 %, Sowjetunion 21,6 %, UK 10,4 %                     |
| 8. | 17. Oktober 1962  | 10. Mai 1963   | 1.330         | 5,3 %     | Japan 47,9 %, Sowjetunion 26,5 %, Norwegen 15,0 %, UK 5,3 %                      |
| 9. | 16. Oktober 1963  | 10. Mai 1964   | 1.182         | 4,7 %     | Japan 49,7 %, Sowjetunion 27,1 %, Norwegen 18,5 %                                |

Im Lauf der Einsätze wurden auf den Schiffen der NMW zunehmend Südafrikaner beschäftigt, zumal die Fangboote auch zum Ende der Fangsaison in Südafrika verblieben und dort in Stand gesetzt wurden. 1960 waren 330 von den 780 Mann der niederländischen Fangflotte Südafrikaner. Als die neue Willem Barendsz in Dienst kam, waren die alten Walfänger der Vestfold fast vollständig ausgemustert. Seit 1950 beschaffte die NMW neue Fangboote durch Umbauten von ehemaligen Korvetten der Flower-Klasse, die aus dem Plan des Walfängers Southern Pride entstanden waren. Zwölf Korvetten wurden zu Walfängern für die Willem Barendsz umgebaut, von denen acht zuvor der kanadischen Marine gedient hatten. Alle Boote führten dann eine Nummer und hatten als Namen einen Vornamen (z. B. Albert, Johanna, Willem) ergänzt durch W. Vinke, wie zuvor auch die Vestfold-Boote, deren Namen zum Teil wiederholt wurden. Daneben kamen aber auch völlige Neubauten in Dienst wie die AM 4 Robert W. Vinke (1960, Gasturbine) oder die AM 8 Inga Vinke (1961, 3200 PS MAN-Diesel).
| N°    | Fangboot        | BRT | Baujahr | Bauwerft                                | vorherige Namen                                          | Umbau |
| ----- | --------------- | --- | ------- | --------------------------------------- | -------------------------------------------------------- | ----- |
| AM 1² | Gerrit W.Vinke  | 717 | 1942    | Charles Hill & Sons, Bristol            | ex HMS Meadowsweet (K144)                                | 1951  |
| AM 2² | Albert W.Vinke  | 717 | 1940    | Canadian Vickers, Montreal              | ex HMCS Eyebright (K150)                                 | 1950  |
| AM 3  | Thommy W.Vinke  | 355 | 1936    | Smith´s Dock, Middlesbrough             | Vestfold VIII, HMSAS Turffontein, 1958 a. D.             |       |
| AM 4  | Robert W.Vinke  | 355 | 1936    | Smith´s Dock, Middlesbrough             | Vikingen VII, Vestfold IX, HMSAS Vereeniging, 1959 a. D. |       |
| AM 5² | Johanna W.Vinke | 717 | 1940    | Port Arthur (Ontario) Shipbuilding      | ex HMCS Cobalt (K124), 31. Dezember 1961 Kesselexplosion | 1953  |
| AM 6² | Martha W.Vinke  | 717 | 1941    | Smith´s Dock, Middlesbrough             | ex HMCS Stonecrop (K142)                                 | 1952  |
| AM 7² | René W.Vinke    | 717 | 1941    | Yarrow´s, Esquimalt                     | ex HMCS Nanaimo (K101)                                   | 1952  |
| AM 8  | Elly W.Vinke    | 299 | 1935    | Smith´s Dock, Middlesbrough             | Vikingen VI, Vestfold X, HMS Squall, 1959 a. D.          |       |
| AM 9  | Hetty W.Vinke   | 717 | 1940    | Harland & Wolff, Belfast                | ex HMS Camellia (K31)                                    | 1948  |
| AM 10 | Eugene Vinke    | 717 | 1940    | Hall, Russell & Company, Aberdeen       | ex HMS Lavender (K60)                                    | 1948  |
| AM 15 | Maj Vinke       | 717 | 1940    | Harland & Wolff, Belfast                | ex HMS Rhododendron (K78)                                | 1950  |
| AM 19 | Jooske W.Vinke  | 717 | 1941    | Harland & Wolff, Belfast                | ex HMCS Shediak (K110)                                   | 1952  |
| AM 20 | Sonja W.Vinke   | 717 | 1940    | Canadian Vickers, Montreal              | ex HMCS Chambly (K116)                                   | 1954  |
| AM 21 | Willem Vinke    | 717 | 1942    | Saint John (New Brunswick) Shipbuilding | ex HMCS Moncton (K139)                                   | 1955  |
| AM 22 | Nicolas W.Vinke | 717 | 1941    | Canadian Vickers, Montreal              | ex HMCS Lethbridge (K160)                                | 1955  |
| AM 3² | Thomas W.Vinke  | 661 | 1959    | Lissewerft, Rotterdam                   | Dieselantrieb                                            |       |
| AM 4² | Robert W.Vinke  |     | 1960    |                                         | Gasturbinenantrieb                                       |       |
| AM 8² | Inka Vinke      | 663 | 1961    | Lissewerft, Rotterdam                   | Dieselantrieb                                            |       |

Die Zahl der Wale, die gefangen werden konnten, wurden von der Internationalen Walfangkommission (IWC) bestimmt, der die Niederlande 1946 beigetreten waren. Allerdings konnten sich die beteiligten Nationen oft nicht einigen oder Teile übernahmen die Regelungen nicht. Bei der Indienststellung des neuen Schiffes galt als Begrenzungsmittel vor allem auch die Zahl der eingesetzten Fangboote. Willem Barendsz setzte wegen ihrer Größe bis zu vierzehn Boote ein. Von 1958 bis 1962 führte die Forderung der Niederlande nach einer geringfügig höheren Quote, zu keiner verbindlichen Quotenregelung, obwohl die Flotte der NMW die zugestandene Quote zu dieser Zeit nicht erreichte.
Ankunft und Abfahrt der Willem Barendsz in Amsterdam blieben bis zum letzten Einsatz besondere Ereignisse, die mit Familie, Freunden, Schaulustigen und Kapellen am Kai als kleine Volksfeste begangen wurden und über die die Medien berichteten.

## Ende der Jagd nach Walen
Seit 1959 gab es ernsthafte Überlegungen, den niederländischen Walfang wieder aufzugeben, da insbesondere die Regierung die gewährte Subvention nicht mehr zahlen wollte. Vinke und NMW setzten aber auf Modernisierung des Schiffes und seiner Fangflotte. Die Willem Barendsz erhielt neue Gefriereinrichtungen, um die Produktion von Walfleisch erhöhen zu können. Durch die Indienststellung des ersten sowjetischen Neubaus, der Sowjetskaja Ukraina von 32.024 BRT, war das niederländische Schiff nicht länger das größte Walfang-Mutterschiff.
Erst 1964 beschloss das Unternehmen NMW den eigenen Walfang aufzugeben. Das Schiff und die Fangquoten für die Jahre 1964/65 und 1965/66 wurden nach Japan verkauft. Das Schiff wurde sofort von der südafrikanischen Fischfang-Reederei „Atlantic Harvester“ zurückgekauft und in eine neue Gesellschaft Willem Barendsz Co. Ltd eingebracht, an der die NMW beteiligt war. Am 27. Oktober 1965 wurde das Schiff auf den neuen Eigentümer übertragen. Es behielt den Namen Willem Barendsz und sollte nach Umbau Fischmehl, Fischöl und andere Produkte an der südafrikanischen Küste herstellen. Am 8. Februar 1966 verließ das Schiff letztmals Amsterdam, um zum neuen Heimathafen, Kapstadt, zu laufen, wo die Umbauarbeiten fortgesetzt wurden. Erst 1967 erfolgte der Einsatz als südafrikanische Fischfabrik.

## Verkauf nach Korea
1973 wurde das Schiff an die „Korea Wonyang Fischerei Co. Ltd“ in Busan (Südkorea) verkauft und in Yu Sin Ho umbenannt. Ab dem 5. Mai 1974 wurde es als Fischmehlfabrik mit achtzehn Fangbooten in der Beringsee eingesetzt. Im folgenden Jahr erhielt das Schiff Gefrieranlagen und produzierte nur noch halbsoviel Fischmehl. 1976 von Busan zum zweiten Fangsaison in der Beringsee, jetzt mit einer Flotte von 30 Schiffen.

1978 wurde das Schiff umbenannt in Ho Gae Cheog Nr. I, was 1980 auf Cheog Gae Ho gekürzt wurde. Unter diesem Namen war das Fabrikschiff von Busan aus von Januar bis November 1981 und auch 1982 in der Beringsee im Einsatz, um dann erneut aufgelegt zu werden.
Ab 1986 wurde das Schiff wieder in der Beringsee eingesetzt und hieß jetzt Ocean Pioneer. Im Jahr 1996 erfolgte eine Rückbenennung auf Cheog Gae Ho.
2001 wurde die ehemalige Willem Barendsz nach Xinhui in der Provinz Guangdong, China, zum Abbruch verkauft, wo sie am 1. Juni eintraf und verschrottet wurde.